# 電気通信大学短期大学部
電気通信大学短期大学部（でんきつうしんだいがくたんきだいがくぶ、英語: Junior College of Electro-Communications<）は、東京都調布市調布ヶ丘1-5-1に本部を置いていた日本の国立大学である。1953年に設置され、1992年に廃止された。大学の略称は電通大短大。

## 概要

### 大学全体
- 東京都調布市に所在した日本の国立短期大学で、併設元は電気通信大学。
- 電気通信大学の併設校として1953年に設置、開学となる。
- 学科体制は当初は1学科、増設により3学科体制となるも[1]1984年度より改編により2学科体制となる。
- 1987年度の入学生を最後に[注釈 2]、短期大学としての使命を終える[6]。

### 学風および特色
- 開学当初から夜間部のみとなっており、とりわけ勤労学生に対する教育に力をいれていた様子がうかがえる[7]。

## 沿革
- 1953年
  - 8月1日 左記を以て文部省[注 2]より短期大学の設置が認可される[注 3]。
    - 通信科第二部 入学定員120名
- 1954年
  - 5月1日 学生数[11]/定員
    - 通信科 115[注釈 3]/120
- 1958年
  - 目黒区から調布市へキャンパス移転[注 4]。
  - 4月1日 以下の学科を増設する[注 5]。
    - 通信工学科第二部 入学定員40名[注 6]

  - 5月1日 学生数[15]/定員
    - 通信科 168[注釈 3]/320
    - 通信工学科 39[注釈 3]/40
- 1963年
  - 4月1日 通信工学科に女子学生が初めて在籍。
  - 5月1日 学生数[16]/定員
    - 通信科 135[注釈 3]/240
    - 通信工学科 124[注釈 4]120
- 1966年
  - 4月1日 以下の学科を増設する[17]。
    - 電子工学科 入学定員40名[注 7]

  - 同 専攻科の設置が認められ、以下の課程を設ける[18]。
    - 通信専攻 入学定員20名

  - 5月1日 学生数[19]/定員
    - 通信科 179[注釈 3]/240
    - 通信工学科 173[注釈 3]/160
    - 電子工学科 33[注釈 3]/40
- 1968年
  - 4月1日 電子工学科第二部の入学定員を40→80に増員される[注 8]。
  - 5月1日 学生数[23]/定員
    - 通信科 211[注釈 4]/240[注 9]
    - 通信工学科 216[注釈 3]/240
    - 電子工学科 129[注釈 4]/160
- 1969年
  - 4月1日 通信科を電波通信学科に改称[22]。
- 1970年
  - 5月1日 学生数[24]/定員
    - 電波通信学科 237[注釈 5]/240
    - 通信工学科 231[注釈 3]/240
    - 電子工学科 229[注釈 6]/240
- 1975年
  - 4月1日 通信工学科に女子学生の在籍が確認される。
  - 5月1日 学生数[25]/定員
    - 電波通信学科 311[注釈 5]/240
    - 通信工学科 232[注釈 4]/240
    - 電子工学科 265[注釈 7]/240
- 1983年
  - 5月1日 学生数[26]/定員
    - 電波通信学科 271[注 10]/240
    - 通信工学科 254[注 11]/240
    - 電子工学科 293[注 12]/240
- 1984年
  - 4月1日 以下の変更点あり[注 13]。
    - この年度の入学生より電波通信学科に通信工学科を統合し、新たに以下の学科に再編される。
      - 電子情報学科 入学定員120名[注 14]

  - 5月1日 学生数[30]/定員
    - 電子情報学科 207[注 15]/240
      - 電波通信学科 ？[注 16]/160
      - 通信工学科 194[注 17]/160

    - 電子工学科 318[注 18]/240
- 1985年
  - 5月1日 学生数[31]/定員
    - 電子情報学科 132[注釈 8]/240
      - 電波通信学科 132[注釈 8]/80
      - 通信工学科 115[注釈 6]/80

    - 電子工学科 340[注 19]/320
- 1986年
  - 3月31日 以下の学科・専攻については左記をもって正式に廃止とする。
    - 電波通信学科
    - 通信工学科

  - 5月1日 学生数[32]/定員
    - 電子情報学科 42？[注釈 4]/360
    - 電子工学科 379[注 20]/360
- 1987年
  - 4月1日 短期大学としての学生募集を最終とする[注釈 2]。
  - 5月1日 学生数[33]/定員
    - 電子情報学科 ？[注 21]/360
    - 電子工学科 395[注釈 7]/360
- 1988年
  - 5月1日 学生数[34]/定員
    - 電子情報学科 ？[注 22]/240
    - 電子工学科 267[注釈 8]/240
- 1989年
  - 5月1日 学生数[35]/定員
    - 電子情報学科 132[注 23]/120
    - 電子工学科 138[注 24]/120
- 1990年
  - 5月1日 学生数[36]/定員
    - 電子情報学科 17[注釈 5]/-
    - 電子工学科 17[注釈 3]/-
- 1991年
  - 5月1日 学生数[37]/定員
    - 電子情報学科 2[注釈 3]/-
    - 電子工学科 2[注釈 3]/-
- 1992年
  - 3月31日 左記をもって正式に廃止となる[6]。

## 基礎データ

### 所在地
- 東京都調布市調布ヶ丘1-5-1[注釈 1]

### 象徴
- 電気通信大学を参照[注 25]。

## 教育および研究

### 組織

#### 学科
- 電子情報学科第二部[注釈 9]
  - 電波通信学科第二部[注釈 10]
  - 通信工学科第二部[注釈 10]
- 電子工学科第二部[注釈 9]

#### 専攻科
- 通信専攻第二部 入学定員20名[42]

#### 別科
- なし

### 学園祭
- 電気通信大学短期大学部の学園祭は「調布祭」として電気通信大学と混合で行われていた。

## 大学関係者と組織

### 大学関係者一覧
歴代学長
- 寺沢寛一
- 山本勇
- 北村四郎

## 施設

### 寮
- 電気通信大学を参照。

## 対外関係

### 系列校
- 電気通信大学

## 卒業後の進路について

### 就職について
- 在学生の大半は勤労学生だったが、一般企業や官公庁に在職しながら学業に励む学生、日中はアルバイトをし18時からの学業を通して自分自身の未来をデザインする学生がほとんどであった。学生でありながら社会人としての学びを日中に求め、学問は18時からの講義で習得した。学業はもちろんのこと社会人としての身だしなみを学ぶことができた貴重な大学とされた。

### 編入学・進学実績
- 電気通信大学への編入学制度があった。

## 関連サイト
- 歴史・沿革|電気通信大学